# 戴柏华
戴柏华（1962年6月—），男，湖北仙桃人，中华人民共和国政治人物。

## 生平
1983年毕业于湖北财经学院计划统计系国民经济计划专业，后担任中南财经大学计统系计划教研室教师，1988年取得中南财经大学计统系国民经济计划与管理专业经济学硕士学位。1991年6月加入中国共产党。1992年获得中国人民大学国民经济计划与管理专业经济学博士学位。
1992年7月进入财政部工作，历任综合计划司工资处干部、主任科员、综合与改革司收入分配政策处副处长、处长（1996年8月至1997年8月挂职任许昌市市长助理）、综合与改革司经济分析与长期计划处处长、综合司综合处处长、政策规划司副司长、综合司副司长、干部教育中心主任（正司长级）、综合司司长（2008年9月至2008年11月在中央党校地厅级进修班学习）。
2009年1月，任财政部办公厅主任。2014年8月，任财政部部长助理、党组成员。
2017年6月，任河南省人民政府副省长。
2022年1月，任河南省政协副主席。